# Collectie vrije vlucht
Vrije vlucht is een collectie stripalbums uitgegeven door uitgeverij Dupuis. In deze collectie verschijnen sinds 1988 stripalbums van uiteenlopende auteurs, onder meer Griffo, Van Hamme, Hermann, Marvano. Inmiddels telt de collectie ruim 328 albums. De collectie is opgezet als een prestigieuze reeks voor auteurs om buiten hun eigen reeksen literaire one-shots te mogen maken.